# Henry Porter (dramaturge)
Pour les articles homonymes, voir Henry Porter et Porter.
Henry Porter (mort le 7 juin 1599 d'un coup d'épée) était un dramaturge anglais, qui est connu pour la seule pièce de lui qui nous soit parvenue : The Two Angry Women of Abington. Il est mort après avoir reçu un coup d'épée d'un certain « John Daye, yeoman », qui serait son collègue dramaturge John Day, qui a apparemment poursuivi sa carrière comme si de rien n'était.

## Biographie
On ne connaît quasiment Porter que par les entrées le concernant dans le livre de comptes de Henslowe entre le 16 décembre 1596 et le 26 mai 1599. Il y est désigné comme un « gentleman » ou comme un « universitaire pauvre ».
Les versements de Henslowe à Porter en 1596 et 1597 ne précisent pas de quels ouvrages il est question. Le 30 mai 1598, Henslowe paie 4 £ à Thomas Dowton et à « Mr. Porter » pour une pièce intitulée Love Pretended. Le 18 août 1598, Henslowe achète une pièce appelée Hot Anger soon Cold à Porter, Chettle et Jonson. Le 22 décembre de cette même année, il achète la seconde partie de Two Angry Women of Abington de Porter. Le 28 février 1599, Porter promet à Henslowe de lui apporter toutes ses compositions, qu'il les écrive seul ou en collaboration, contre une avance de 40 shillings pour son Two Merry Women of Abington. Le 4 mars de cette année, Henslowe achète The Spencers de Porter et Chettle, puis il accorde à Porter plusieurs petites avances. Francis Meres, dans son Palladis Tamia (1598), classe Porter parmi les meilleurs bâtisseurs d'intrigues avec Chapman, Wilson, Hathway et Chettle.  Gayley note que tous ces auteurs étaient à cette époque des associés de Porter, travaillant pour Henslowe et la troupe de l'amiral.
Une des épigrammes de John Weever (en), s'adresse en 1598 à un certain « Henricum Porter », décrivant un homme d'âge mûr, qui est probablement un autre Henry Porter, diplômé de musique de Christ Church (Oxford) et père de Walter Porter.
Le 6 juin 1599, un collègue dramaturge, John Day, frappe Porter avec une rapière, sans que l'on sache s'il s'agissait d'un duel ou d'un assassinat. Porter meurt le lendemain, illustrant la violence de l'époque à Londres. Quelques mois auparavant, un autre collègue de Porter, Jonson, avait tué l'acteur Gabriel Spencer en duel à l'épée.

## Œuvres
La seule pièce de Porter qui nous soit parvenue est The Pleasant Historie of the two Angrie Women of Abington, jouée par la troupe de l'amiral, et publiée à Londres en 1599, suivie par une seconde édition in-quarto la même année. Ce sont ces éditions qui ont probablement permis sa sauvegarde. Cette pièce a été rééditée en 1841 par William Carew Hazlitt, puis par Havelock Ellis en 1888 dans The Mermaid Series. Charles Lamb en a donné des extraits dans les Garrick Plays, la jugeant « point du tout inférieure à la pièce La Comédie des erreurs ou à La Mégère apprivoisée » (toutes deux de Shakespeare). Lamb poursuit en précisant que les scènes nocturnes sont particulièrement alertes et gaies, et la versification riche et déliée. Cette pièce se déroule à Abington, un village proche d'Oxford. Comme l'auteur semble bien connaître la région d'Oxford, on a supposé que Porter a étudié dans cette université. Mais toutes les tentatives pour identifier le dramaturge avec un des Henry Porter enregistrés à Oxford se sont révélées vaines.
On connaît quatre autres pièces de Porter, mais seulement par le titre :
- Love Prevented, en collaboration avec Thomas Dowton, plus connu comme acteur[7] (mai 1598)
- Hot Anger soon Cold, en collaboration avec Chettle et Jonson (août 1598)
- Two Angry Women of Abington, la seule sauvegardée (décembre 1598)
- Two Merry Women of Abington (février 1599)
- The Spencers (mars 1599), peut-être inspirée par la réimpression de l'Édouard II de Marlowe[8].

## Wikisource
- The Two Angry Women of Abington (texte intégral en anglais).

- Notices d'autorité :   - VIAF
  - ISNI
  - IdRef
  - LCCN
  - GND
  - Japon
  - CiNii
  - Belgique
  - Pays-Bas
  - Israël
  - WorldCat